# Alexandru Mocioni

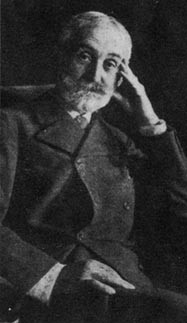
Alexandru Mocioni

Alexandru Mocioni (Alexandru de Mocioni sau Alexandru Mocsonyi, în forma maghiarizată) (n. 4 noiembrie 1841 la Budapesta – d. 1 aprilie 1909 la Birchiș, Arad) a fost un om politic român, deputat în mai multe legislaturi în Camera Ungară a Parlamentul de la Budapesta, unde a intrat pentru prima dată la vârsta de 24 de ani. A propus și a sprijinit înființarea unui Partid Național al românilor din Banat și Crișana, al cărui președinte a fost timp de patru luni; a militat pentru drepturile românilor din Banat și din Transilvania.
Familia sa macedo-română, a mocioneștilor, este originară din provincia Aspropotam a Tesaliei, numele ei inițial fiind, se pare, Muciu sau Muceană, Mocioni fiind forma românească a numelui.

## Activitate politică
În Parlamentul maghiar a prezentat numeroase proiecte de lege iar discursurile sale l-au făcut unul dintre cei mai faimoși, dar și cei mai redutabili adversari politici. Proiectele sale de lege au vizat direct protejarea prin lege a drepturilor națiunilor conlocuitoare din Ungaria Mare, cu accent pe protejarea drepturilor românilor. A fost ales în mai multe rânduri deputat, prima oară în 1865 din partea circumscripției Rittberg (Torac), apoi, în 28 februarie 1869, din partea circunmscripției Lugoj, iar în 24 iunie 1872 din partea circumscripției Radna. Crezul său politic era cooperarea dintre națiuni și combaterea poziției partidelor care se opuneau recunoașterii drepturilor celorlalte națiuni. Discursul său se baza pe materiale documentare din Belgia și Elveția, adunate cu ocazia susținerii doctoratului în științe juridice. Ziarul Hon din 3 iulie 1870, apreciind stilul discursului său, îl numește „atletul libertății”. A renunțat la mandat și s-a retras din Parlament în 18 aprilie 1874 deoarece în acea legislatură nu s-a mai permis discutarea chestiunii naționalităților, iar intervenția reprezentanților națiunilor nemaghiare n-a mai fost admisă.
Printre altele, a prezentat în 1872 primul proiect de lege pentru înființarea unui teatru românesc dar și petiția tinerilor români pentru a dezbate proiectul de lege privind înființarea unei universități în limba română, la Cluj.

## Activitate culturală
A scris o serie de articole filosofice: Conștiința națională, publicat în Almanahul Societății academice „România Jună” din Viena (1883), Problema vieții, publicat în Almanahul Societății academice „Petru Maior” din Budapesta, Religiune și știință, publicat la Sibiu (1905) și versiunea germană la Viena (1906).
A fost și pianist concertist, compozitor de muzică clasică și animator cultural. A compus Pansées Fugitives pentru pian (1864), 12 compoziții lirice cuprinse în două caiete cu câte șase piese și trei sonate.
Pentru a sprijini politica națională a înființat la Timișoara, ziarul „Dreptatea”, având ca director pe Corneliu Diaconovici și ca redactor responsabil pe Valeriu Braniște. Primul număr a apărut în 25 decembrie 1893 (stil vechi) / 6 ianuarie 1894 (stil nou).

## Mecenat
Alexandru Mocioni și membrii familiei sale au donat 60 000 de coroane pentru clădirea Catedralei Ortodoxe din Sibiu, 50 000 de coroane fondului cultural al Arhidiecezei de Sibiu, 24 000 de coroane pentru construirea muzeului ASTREI din Sibiu, 12 000 de coroane fondului Liceului din Brad. Au susținut, de asemenea, Alumneul român național din Timișoara. Ca membru fondator al Societății pentru fond de teatru român, la înființarea acestuia în 4 octombrie 1870 a contribuit cu 1850 de florini.
A oferit zeci de burse de studii pentru studenții români.

## Funcții și onoruri
La 7 februarie 1869 a fost ales primul președinte al Partidului Național Român din Banat, nou înființat.
La 5 octombrie 1870 a fost ales vicepreședinte al Societății pentru crearea unui fond de teatru român, iar în 1876 a devenit președintele acestei organizații, funcție pe care o va deține până în 1882, când va deveni președinte de onoare pe viață.
În anul 1872 a fost factorul determinant al înființării băncii Albina, donând irevocabil 300.000 forinți pentru constituirea capitalului social și fiind până în 1874 președintele Consiliului de administrație.
La 22 septembrie 1901 a fost ales președinte al ASTREI din Sibiu. În 22 septembrie 1904 demisionează din motive de sănătate, fiind proclamat președinte de onoare pe viață.
A patronat toată viața Societatea academică „Petru Maior” din Budapesta. În semn de recunoștință, în 4 noiembrie 1906 la sediul Societății a fost dezvelit un bust realizat de sculptorul Liuba din Măidan.
În ultima parte a vieții, Academia Română l-a înștiințat că dorește să-l primească în rândurile sale. A refuzat, știind că, bolnav fiind, nu va putea merge la București pentru a participa la dezbateri.
Cu ocazia comemorării a 100 de ani de la moartea sa, în data de 29 martie 2009 în Parcul Central din Timișoara a fost reamplasat un bust al său, în locul celui amplasat inițial în 1936 și distrus în 1940.